# جاکومو فاورو
جاکومو فاورو (انگلیسی: Giacomo Favero؛ زادهٔ ۱ ژانویهٔ ۱۹۹۱) بازیکن فوتبال است.